# 国立病院機構高崎総合医療センター
独立行政法人国立病院機構高崎総合医療センター（どくりつぎょうせいほうじんこくりつびょういんきこうたかさきそうごういりょうせんたー）は、群馬県高崎市にある医療機関。独立行政法人国立病院機構が運営する病院である。旧国立高崎病院。政策医療分野におけるがん、循環器病の専門医療施設である。地域医療支援病院の承認を受けるほか、救命救急センターなどの機能を有し、地域災害拠点病院の指定を受けている。看護学校を併設する。

## 沿革
- 1873年 - 東京鎮台第一分営高崎営所病院として創立
- 1888年 - 高崎衛戍病院と改称
- 1936年 - 高崎陸軍病院と改称
- 1945年 - 厚生省へ移管、国立高崎病院となる
- 1946年3月25日 - 昭和天皇の戦後巡幸[1]
- 1970年 - 高崎市外11市町村組合伝染病棟併設
- 1971年 - 高等看護学校を併設
- 1972年 - 臨床研修病院指定
- 1983年 - 救命救急センター設置
- 1997年 - 地域医療研修センター設置
- 1998年 - 臓器提供施設認定
- 2001年 - 厚生労働省へ移管
- 2004年 - 独立行政法人へ移行。独立行政法人国立病院機構高崎病院として発足
- 2005年 - 地域医療支援病院承認
- 2007年 - 地域がん診療連携拠点病院指定
- 2007年 - 地上7階、地下1階の新病棟建設開始。
- 2009年10月1日 - 新病棟完成。同時に名称を独立行政法人国立病院機構高崎総合医療センターと改称。
- 2011年4月1日 - 災害拠点病院（地域災害医療センター）の指定を受ける[2]。
- 2011年 - 病院機能評価（V6.0）認定
- 2013年 - ドクターカー運用開始
- 2014年 - 新ロゴマーク使用開始
- 2016年 - 病院機能評価（3rdG Ver.1.1）認定
- 2017年 - 附属看護学校大型化（入学定員40人→80人）
- 2020年 - 別館運用開始
- 2021年 - 病院機能評価（3rdG Ver.2.0）認定

## 診療科
- 総合診療内科
- 精神科
- 内分泌・代謝内科
- 神経内科
- 呼吸器内科
- 消化器内科
- 循環器内科
- 小児科
- 消化器外科
- 整形外科
- 脳神経外科
- 心臓血管外科
- 呼吸器外科
- 乳腺・内分泌外科
- 形成外科
- 皮膚科
- 耳鼻咽喉科
- 泌尿器科
- 産婦人科
- 眼科
- リハビリテーション科
- 放射線科
- 麻酔科
- 病理診断科
- 臨床検査科
- 救急科
- 緩和ケア内科
- 歯科口腔外科

ほか

## 主な機能
- 地域医療支援病院
- がん診療連携拠点病院
- エイズ治療拠点病院
- 地域災害拠点病院
- 第二種感染症指定医療機関（県内指定施設6床）
- 臓器提供施設
- 毒物・劇物に対する治療（県内指定施設）
- 循環器疾患に対する内科的・外科的総合医療（循環器病の専門医療施設）
- 救命救急センターによる三次救急を中心とした救急医療
- ドクターカー事業

## 交通アクセス
- JR高崎線・上信電鉄高崎駅西口より徒歩15分。
- 高崎市内循環バスぐるりん都市循環線、少林山線、高経大線「高崎総合医療センター」バス停下車。